# Božice
Obec Božice (německy Possitz, 1939–1945 Neuweidenbach) se nachází v okrese Znojmo v Jihomoravském kraji. Obec se nečlení na části, má ale dvě katastrální území: Božice a České Křídlovice. Žije zde přibližně 1 600 obyvatel.

## Název
Jméno vesnice (ve výchozí podobě Božici) bylo odvozeno od osobního jména Boža (což byla domácká podoba některého jména začínajícího na Boh-, např. Bohdal, Boholub, Bohuslav, Bohumil) a znamenalo Božovi lidé. Německé jméno vzniklo z českého.

## Historie
První písemná zmínka o vesnici pochází z roku 1225, kdy byl vysvěcen kostel, ale počátky osídlení spadají do 12. století. Obec to byla převážně německá. Po vzniku Československé republiky přibylo osídlenců českého původu, jednalo se převážně o státní zaměstnance. Roku 1927 byla po parcelaci bývalých pozemků velkostatku Wilhelma von Spee (1926) zřízena česká kolonie Molíkov (22 domů), dnes Kolonie u Dvora. Roku 1930 byl v ní postaven Jiráskův dům osvěty. V letech 1945–1946 bylo německé obyvatelstvo až na výjimky odsunuto. V roce 1951 došlo ke sloučení obcí České Křídlovice a Božice do jedné nesoucí název Božice.
V roce 1948 byla ke katastru Božic přičleněna plocha zrušeného katastrálního území Křížovice Pustina. Tato neobydlená oblast severně od Božic, tvořená výhradně polnostmi, byla pojmenována po vesnici, které se v těchto místech nacházela a která zanikla již ve středověku. Její název (Křížovice/Křížkovice) pak byl zachován ve formě pomístního názvu polní tratě a v josefinském období přešel na nově vzniklý katastr. Stejná situace nastala u zrušených katastrálních území Rochovice Pustina a Petrovice Pustina, které byly z většiny přičleněny k Českým Křídlovicím.

### Územní příslušnost
- k 1. únoru 1949 patřila obec Božice do okresu Mikulov, kraj Brněnský, poštovní úřad Božice – České Křídlovice (úřední název). Státní statistický úřad v Praze uvádí, že v obci Božice o výměře 1625 ha bylo k 22. květnu 1947 sečteno 762 přítomných obyvatel.[11][12]
- k 1. únoru 1949 patřila obec České Křídlovice do okresu Mikulov, kraj Brněnský, poštovní úřad Božice – České Křídlovice (úřední název). Státní statistický úřad v Praze uvádí, že v obci České Křídlovice o výměře 993 ha bylo k 22. květnu 1947 sečteno 765 přítomných obyvatel.[11][12]
- k 1. lednu 1950 měla obec České Křídlovice, okres Mikulov při Místním národním výboru v Českých Křídlovicích matriční úřad. Do matričního obvodu patřily obce: 1. České Křídlovice, 2. Božice[13]
- v roce 1951 došlo ke sloučení obcí Božice a České Křídlovice v okrese Mikulov do obce, pro kterou byl stanoven úřední název Božice.[14]
- k 1. červenci 1952 patřila obec Božice do okresu Mikulov, kraj Brněnský, při Místním národním výboru v Božicích měla obec matriční úřad[15]
- k 1. lednu 1955 patřila obec Božice do okresu Mikulov, kraj Brněnský, poštovní úřad Božice, železniční stanice osobní a nákladová Božice – Jaroslavice (úřední název), matriční úřad Božice[16]
- k 1. červenci 1960 patřila obec Božice do okresu Znojmo, kraj Jihomoravský[17][18]
- k 1. lednu 1965 patřila obec Božice do okresu Znojmo, kraj Jihomoravský, železniční stanice Božice u Znojma[19]

## Společenský život
Družstvo božických vinařů organizuje místní výstavu vín Božický košt, která proběhla v roce 2017 16. dubna, dále taktéž zaštituje spolu s obcí Božice Božické otevřené sklepy, které se v roce 2017 konají 29. července.

## Pamětihodnosti
- Kostel sv. Petra a Pavla z roku 1225 v Českých Křídlovicích (gotický, románské jádro).
- Kaplička v lesíku na okraji obce.
- Bývalý dívčí penzionát sester sv. Karla Boromejského se školou Maria Hilf pro učitelky ručních prací z roku 1906 (pětipodlažní hlavní budova a předsunutý přízemní pavilon).
- Na severním okraji vesnice se nachází přírodní památka Božický mokřad.

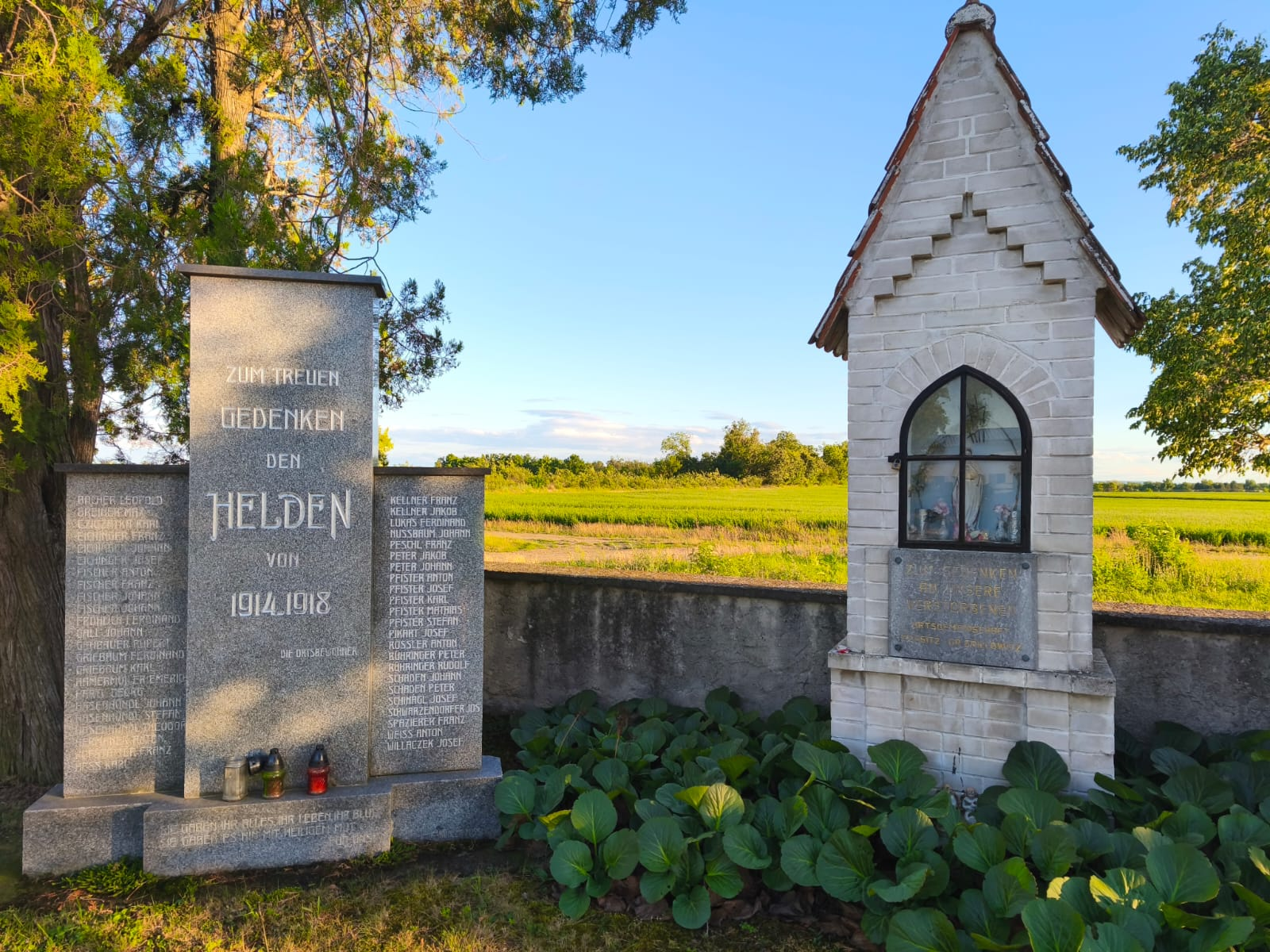
Památník padlým z 1. sv. války

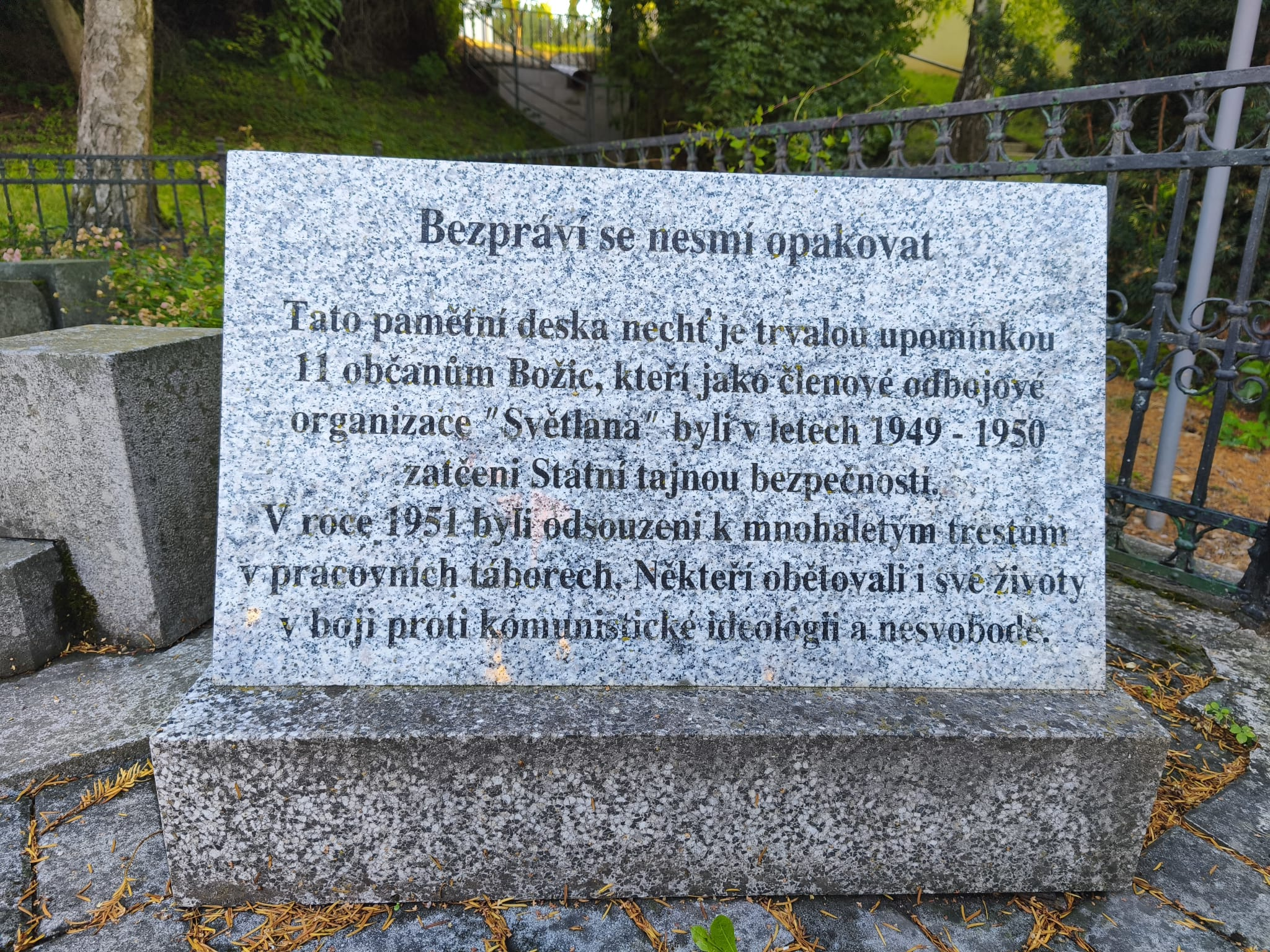
Pamětní deska skupině Světlana